# Мишутин, Александр Николаевич
Алекса́ндр Никола́евич Мишу́тин (1905—1988) —  деятель советских органов прокуратуры и юстиции.

## Биография
Родился 3 марта 1905 г. в семье железнодорожного рабочего в селе Выры Тагаевской волости Симбирской губернии.
- С августа 1923 г. - помощник заведующего агитпунктом на станции Инза.
- С 1925 г. — заведующий правлением рабочего клуба.
- С 1929 г. — следователь, с 1933 г. прокурор Инзенского района, заместитель прокурора Куйбышевской области.
- С 1942—1944 г.г. - прокурор Ярославской области.
- С 1944—1950 г.г. - прокурор Латвийской ССР, инструктор ЦК ВКП(б), заместитель генерального прокурора СССР,
- 20.08.1958 - Указом ПВС СССР назначен 1-м заместителем генерального прокурора СССР.
- С 1964—1970 г.г. - председатель Юридической комиссии при Совете Министров СССР.

Член КПСС.
Умер в Москве 30 ноября 1988 года.